# Charles Dyer (écrivain)
Pour les articles homonymes, voir Charles Dyer.
Charles Dyer, né le 7 juillet 1928 à Shrewsbury, en Angleterre et mort le 23 janvier 2021, est un dramaturge, acteur et scénariste britannique.

## Théâtre
- 1948 : Clubs Are Sometimes Trumps
- 1951 : Who on Earth?
- 1953 : Turtle in the Soup
- 1954 : Jovial Parasite
- 1955 : Single Ticket to Mars
- 1956 : Wanted, One Body!
- 1956 : Time, Murderer, Please
- 1957 : Poison in Jest
- 1959 : Prelude to Fury
- 1960 : Red Cabbage and Kings
- 1962 : La Crécelle (Rattle of a Simple Man)
- 1964 : Gorillas Drink Milk
- 1966 : L'Escalier (Staircase), dont une adaptation en France inspirera à Jean Poiret La Cage aux folles, dans une version comique
- 1971 : Mother Adam
- 1975 : A Hot Godly Wind
- 1980 : Futility Rites
- 1983 : Lovers Dancing

## Filmographie
Scénariste
- 1964 : Rattle of a Simple Man de Muriel Box
- 1969 : L'Escalier (Staircase) de Stanley Donen, adapté de sa propre pièce de théâtre supra, et donc à l'origine de la comédie La Cage aux folles de Jean Poiret
- 1974 : La Crécelle (TV) de Roger Kahane

Acteur
- 1964 : Rattle of a Simple Man de Muriel Box : Chalky
- 1964 : A Christmas Night with the Stars (TV)
- 1965 : Le Knack... et comment l'avoir (The Knack ...and How to Get It) de Richard Lester : L'homme dans la cabine photo
- 1967 : Comment j'ai gagné la guerre (How I Won the War) de Richard Lester : L'homme au pantalon